# Marguerite-Marie Chenu
Pour les articles homonymes, voir Chenu.
Marguerite-Marie Chenu, née le 26 août 1829 à Belleville (Seine) et morte le 30 novembre 1905 à Paris 15e, est une artiste peintre, dessinatrice et graveuse française. Elle signe la plupart de ses gravures « Maria Chenu ».

## Biographie
Marguerite Marie Chenu, dite Maria Chenu, est la sœur aînée d'Emma Chenu (née en 1835, licenciée es-mathématiques en 1868), et la fille de Robert Chenu, épicier à Paris rue de Tourtille, et de Marie-Louise Dutemple. Très active sous le Second Empire, Marguerite-Marie Chenu est l'une des rares graveuses à avoir été publiée dans la presse périodique du XIXe siècle. Sa vie est assez peu connue.
Elle suit les cours de Léon Cogniet qui avait ouvert en 1840 un atelier féminin très fréquenté et dont il avait confié la direction à Marie-Amélie Cogniet, sa propre sœur. Chenu aurait également été l'élève d'Antoine François Gelée (1796-1860).
Elle expose au Salon de 1859 une toile intitulée La fille de Cromwell reprochant à son père la mort de Charles Ier, qui entre au musée de Melun.
Vers 1860, elle commence à collaborer avec la presse en tant que graveuse et publie de nombreux portraits de personnalités dans L'Illustration. Journal universel ou L'Année illustrée. Certains de ses portraits sont gravés d'après des photographies de Mayer et Pierson.
Proche de la génération de graveurs tels que François Pannemaker ou Georges Perrichon (1830-1907), elle semble ne plus rien produire après 1869.
Maria Chenu est l'autrice du pamphlet publié en 1868, Droit des minorités, leur avènement politique, préfacé par Louis Jourdan,.

## Quelques portraits

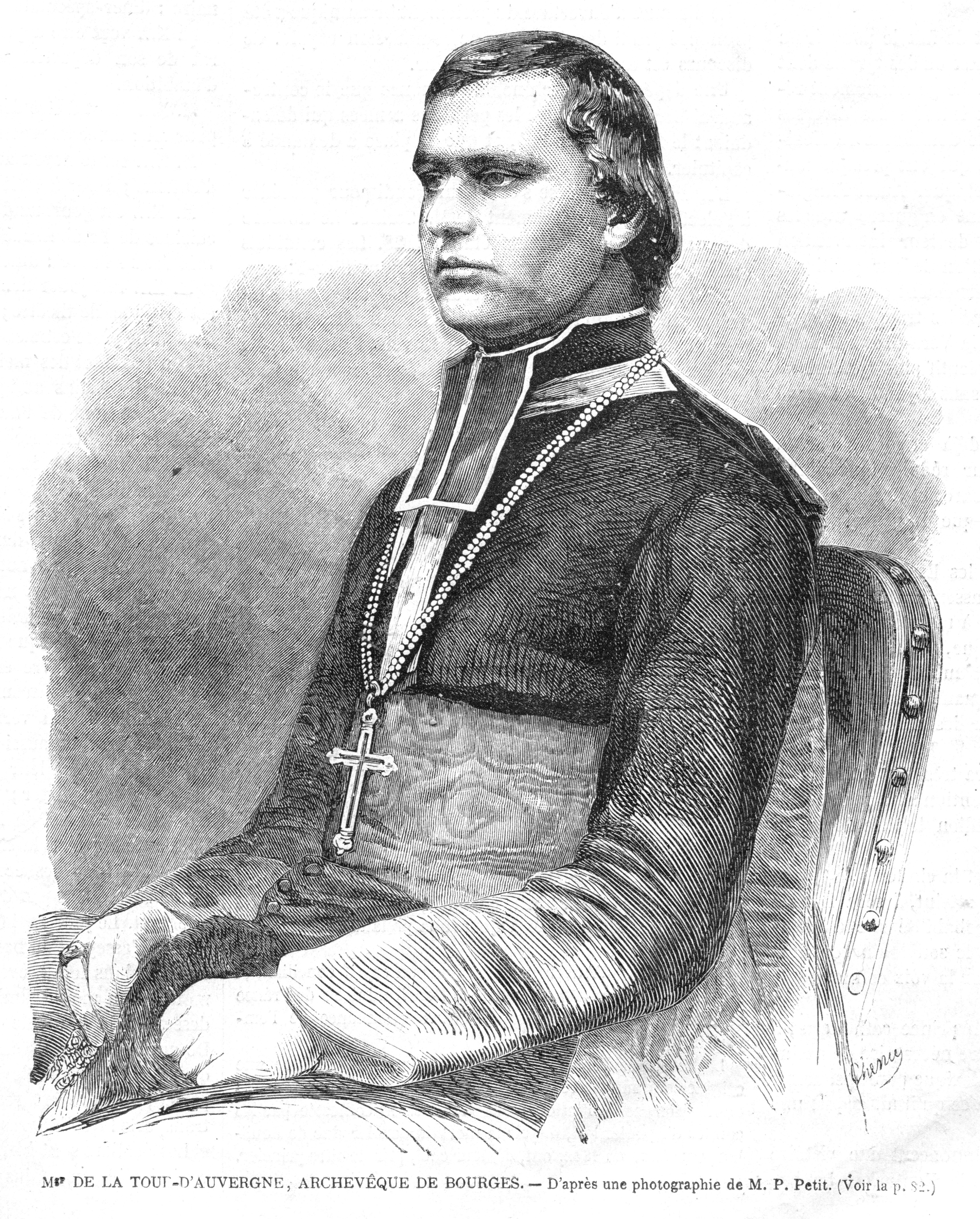
Mgr de La Tour d'Auvergne Archévêque de Bourges, 1862
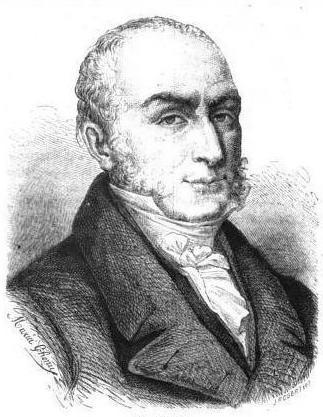
François Dominique de Reynaud, Comte de Montlosier, 1864
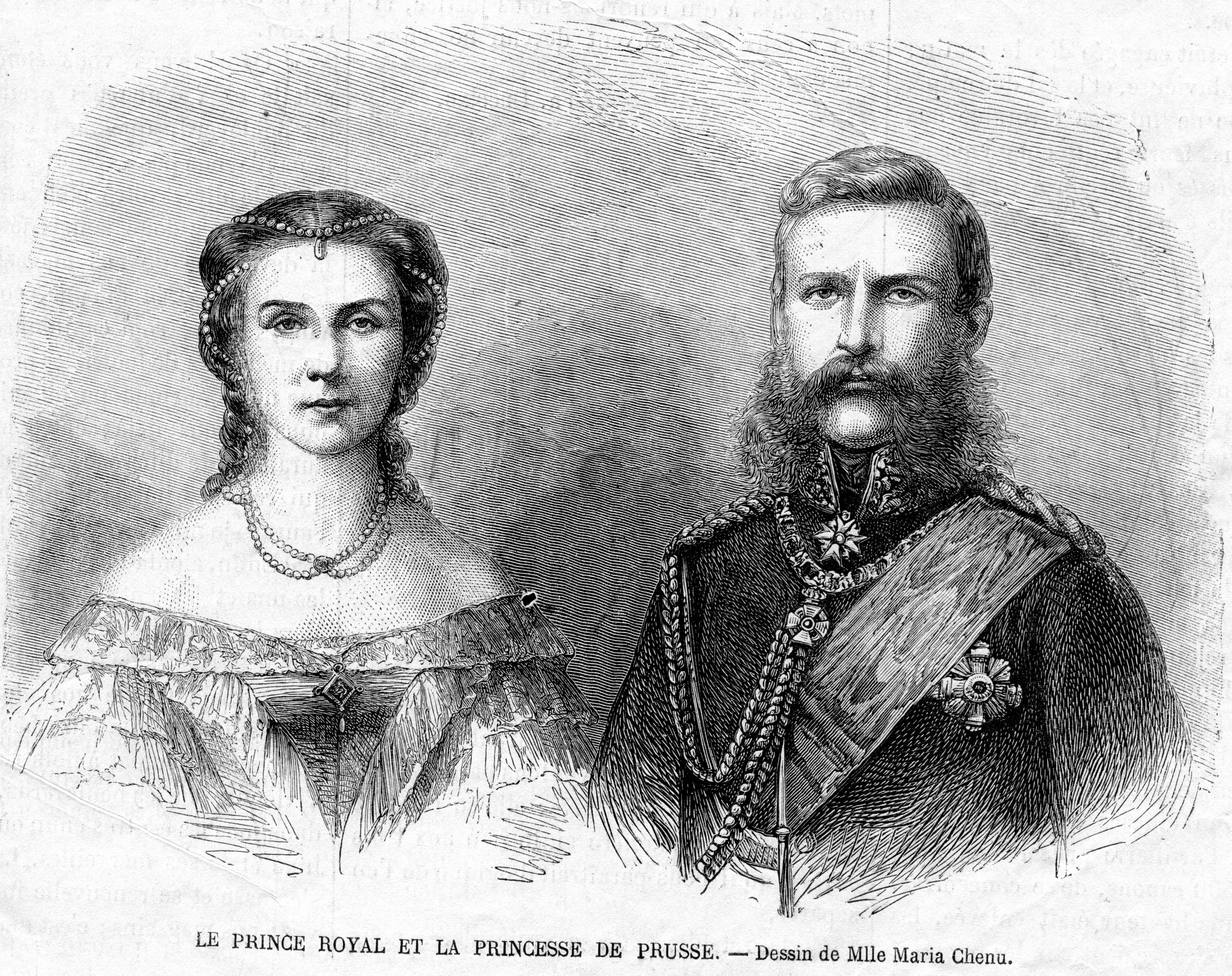
Le Prince Royal et la princesse de Prusse, 1867
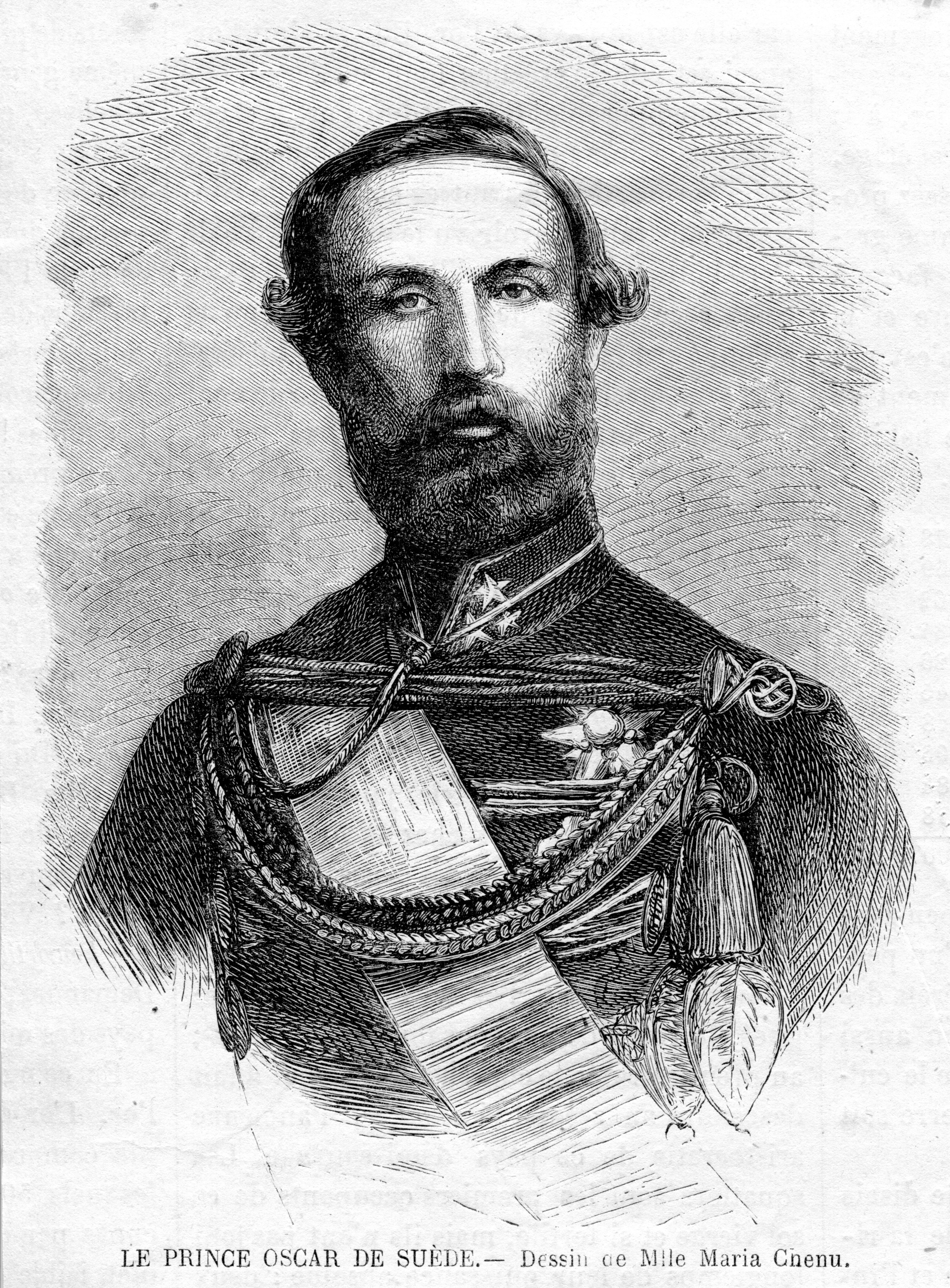
Le Prince Oscar de Suède, 1867
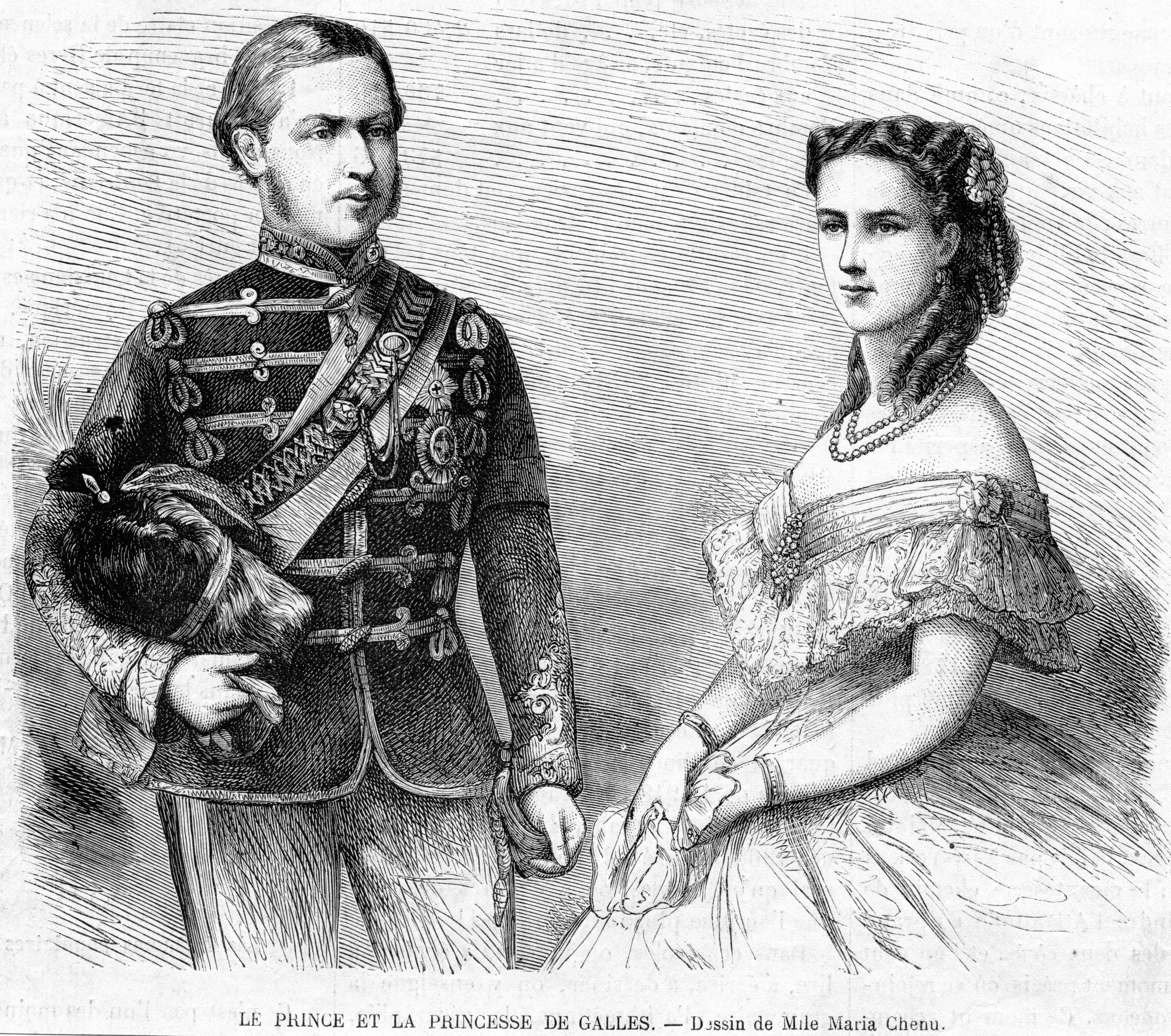
Le Prince et la Princesse de Galles, 1867